# Frédéric Anton
Pour les articles homonymes, voir Anton.
Frédéric Anton, né le 15 octobre 1964 à Nancy, est un chef cuisinier, Meilleur ouvrier de France, triplement étoilé au Guide Michelin depuis 2007 pour le restaurant le Pré Catelan dans le 16e arrondissement de Paris et doublement étoilé depuis 2024 pour le restaurant le Jules Verne.

## Biographie
Frédéric Anton naît à Nancy, puis passe son enfance à Contrexéville dans les Vosges. Il a commencé la cuisine au Lycée hôtelier de Gérardmer (Vosges).
Sa carrière débute en 1984 aux côtés de Gérard Veissiere au Capucin Gourmand, célèbre restaurant nancéien ; puis en 1986 à Lille, où il fait ses classes aux côtés de Robert Bardot. Ensuite, il travaille avec le Chef Gérard Boyer, au « Château des Crayères » à Reims.
Durant 7 ans, de 1988 à 1996, il travaille aux côtés du Chef Joël Robuchon chez Jamin puis avenue Raymond-Poincaré, dans le 16e arrondissement de Paris, devenant chef de cuisine.
En 1997, le groupe Lenôtre lui confie Le Pré Catelan (restaurant style Napoléon III repris par le célèbre pâtissier Gaston Lenôtre avec sa salle à manger « Style Belle Époque » et une des plus jolies terrasses-jardins de Paris, route de Suresnes au cœur du bois de Boulogne).
En 1999, il y obtient deux étoiles au Guide Michelin, et devient Meilleur ouvrier de France en 2000. En 2007, c'est la consécration à 43 ans, avec Trois étoiles au Guide Michelin.
De 2010 à 2013, il participe sur TF1 à l'émission MasterChef, en tant que membre du jury aux côtés d'Yves Camdeborde et Sébastien Demorand, et d'Amandine Chaignot en 2013. En 2011, il est aussi juge dans un épisode de l'émission belge Comme un chef, sur la RTBF.
En 2018, en partenariat avec Sodexo, il reprend le restaurant Le Jules Verne, situé au second étage de la tour Eiffel avec l'objectif de « faire de ce lieu magnifique et prestigieux, un superbe écrin pour une table gastronomique parisienne et française » et de décrocher des étoiles au Guide Michelin.
Le 13 février 2019, il apparaît lors d'un épisode de la saison 10 de Top Chef.
Le 27 janvier 2020, il gagne une première étoile pour son restaurant parisien Le Jules Verne, seulement 6 mois après son ouverture. La deuxième étoile est obtenue lors de la promotion 2024 du célèbre guide.
Fin 2024, il est sacré cuisinier de l'année 2025, par le guide Gault et Millau.

## Distinctions
- Chevalier de l'ordre des Arts et des Lettres
- 2000 : Meilleur ouvrier de France
- 2007 : Trois étoiles au Guide Michelin
- 2011 :  Chevalier de la Légion d'honneur [13]
- 2020 : 1re étoile Le Jules Verne
- 2022 : 1re étoile Don Juan II des Yachts de Paris
- 2024 : 2e étoile Le Jules Verne